# Nuneaton and Bedworth
Nuneaton and Bedworth – dystrykt w hrabstwie Warwickshire w Anglii. Dystrykt został utworzony 1 kwietnia 1974. W 2011 roku dystrykt liczył 125 252 mieszkańców.

## Miasta
- Bedworth
- Nuneaton

## Inne miejscowości
- Ash Green
- Bramcote
- Bulkington, Exhall
- Griff
- Hawkesbury Village
- Keresley End.